# Modicogryllus signifrons
Modicogryllus signifrons är en insektsart som först beskrevs av Walker, F. 1869.  Modicogryllus signifrons ingår i släktet Modicogryllus och familjen syrsor. Inga underarter finns listade i Catalogue of Life.